# Barbara Osofsky
Pour les articles homonymes, voir Osofsky.
Barbara L. Osofsky (née en 1937) est une mathématicienne américaine née en 1937, ancienne professeure de mathématiques à l'université Rutgers. Ses recherches concernent l'algèbre abstraite.

## Carrière
Barbara Osofsky  grandit à East Fishkill, un village du comté de Duchess. Son père est chimiste et sa mère institutrice
Elle reçoit son doctorat à l'université Rutgers en 1964 sous la direction de Carl Clifton Faith avec une thèse intitulée Homological Properties of Rings and Modules. Elle travaille ensuite à l'université Rutgers jusqu'en 2004, date de  sa retraite. Elle a été présidente du département de mathématiques de l'université Rutgers, en 1978.

## Prix et distinctions
En 1973, Barbara  Osofsky donne une conférence devant une réunion nationale de l'American Mathematical Socitety et devient première femme en 50 ans à prendre la tribune devant cette assemblée,. Elle devient rédactrice en chef des Proceedings of the American Mathematical Society en 1974 et   la première femme à occuper ce poste
De 2000 à 2002,  Barabra Osofsky est première vice-présidente de la Mathematical Association of America. En 2005, elle reçoit le MAA meritorious service award.
En 2012, Barbara Osofsky devient membre de l'American Mathematical Society.
L'Ohio University-Zanesville organise en 2007 l'International Conference on Rings and Thingsenen  l'honneur de Carl Faith and Barbara Osofsky..

## Sélection de publications
- Osofsky, B. L. : A generalization of quasi-Frobenius rings., J. Algebra 4 1966 373–387.
- Osofsky, B. L. : Rings all of whose finitely generated modules are injective., Pacific J. Math. 14 1964 645–650.
- Osofsky, Barbara L.; Smith, Patrick F. : Cyclic modules whose quotients have all complement submodules direct summands., J. Algebra 139 (1991), no. 2, 342–354.
- Rings, modules, and representations, 2009